# Nacija
 Ovo je glavno značenje pojma Nacija. Za druga značenja pogledajte Nacija (mjesečnik).
Nacija je izraz koji označava skupinu ljudi koji dijele ili smatraju da dijele zajednički identitet odnosno nacionalnu svijest koja se temelji na određenim zajedničkim elementima kao što su jezik, vjeroispovijed, kultura, povijest i zajedničko podrijetlo. 
Nacija ima – zajednički teritorij, tlo, zemlju kao kolijevku života i garanciju opstojnosti, svoj jezik, nacionalne ustanove (obitelj, tradicionalne, običajne ustanove, tipično etničke, kulturne ustanove i državu sa sustavom političkih institucija i tijela) običaje i prava koji nisu ništa drugo do prava ljudskih osoba koje poštuju i posjeduju posebne ljudske vrijednosti kao izraz nacionalnog naslijeđa. Unatoč svemu, nacija nije društvo i ne prekoračuje prag političkoga reda odnosno nacionalne države.  
Kada se kod pripadnika nacije formira težnja za stvaranjem ili održavanjem nacionalne države, govorimo o državotvornosti ili nacionalizmu.  
U nekim jezicima izraz nacija može biti sinonim za državu.
U Hrvatskoj su priznate 22 nacionalne/etničke manjine.